# Dorcadion smyrnense
Dorcadion smyrnense är en skalbaggsart som först beskrevs av Carl von Linné 1757.  Dorcadion smyrnense ingår i släktet Dorcadion och familjen långhorningar. Inga underarter finns listade i Catalogue of Life.